# Karl Nobiling

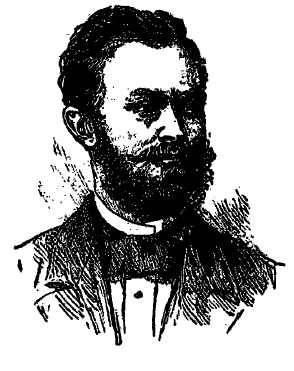
Karl Eduard Nobiling

Karl Eduard Nobiling (10 de abril de 1848 - 10 de septiembre de 1878) fue un alemán, que en 1878 hizo un atentado contra la vida del emperador Guillermo I de Alemania.
Nobiling nació en Koln cerca de Birnbaum en la provincia prusiana de Posen, donde su padre era el inquilino de la casa solariega local. Asistió a la escuela en Züllichau y estudió ciencias políticas y de la agricultura en la Universidad Martín Lutero de Halle-Wittenberg y la Universidad de Leipzig , donde recibió el grado de doctor en 1876. Durante su tiempo como estudiante pudo haber tenido algún tipo de contacto menor con círculos socialistas, aunque no se ha establecido de manera concluyente alguna afiliación con el movimiento socialdemócrata.
Nobiling se trasladó a Berlín y en la tarde del 2 de junio de 1878, disparó e hirió al Kaiser Guillermo I desde la ventana de su departamento en el bulevar Unter den Linden. Usó una escopeta de doble cañón y varias municiones golpearon el cuerpo del emperador, aunque la vida del anciano de 81 años se salvó gracias a su casco Pickelhaube. Inmediatamente después del fallido intento de asesinato, varios testigos intentaron desarmarlo pero Nobiling se disparó en la cabeza con un revólver. Debido a la gravedad de su estado, no pudo ser interrogado, pronto cayó inconsciente y finalmente sucumbió a sus heridas en septiembre de 1878. Su intento de asesinar a Guillermo se produjo menos de un mes después de un intento similar por Max Hödel.
El canciller Otto von Bismarck utilizó las acciones de Nobiling y Hödel como una justificación para implementar la Ley antisocialista en octubre de 1878.